# Kevin McKidd
Kevin McKidd (ur. 9 sierpnia 1973 w Elgin, Szkocja) – brytyjski aktor filmowy i telewizyjny.
Był członkiem lokalnej amatorskiej grupy teatralnej Moray Youth Theatre. Początkowo studiował na Uniwersytecie Edynburskim, a następnie zdecydował się studiować dramat w Queen Margaret Drama School.
Występował w roli Lucjusza Vorenusa z serialu HBO Rzym oraz roli Dana Vassera w serialu Journeyman – podróżnik w czasie produkcji NBC za którą dostał nominację do nagrody Saturna. Udzielił swojego głosu postaci Johna „Soapa” MacTavisha w grze Call of Duty: Modern Warfare 2, oraz w Call of Duty: Modern Warfare 3. Ostatnio najlepiej kojarzony z roli Owena Hunta z serialu Chirurdzy, gdzie gra od 2008 roku.

## Filmografia
- Trainspotting (1996) jako Tommy
- Gwiazdor (The Leading Man, 1996)
- Small Faces (1996) jako Malky Johnson
- Ojciec Ted (Father Ted, 1996) jako ksiądz w odcinku specjalnym (A Christmassy Ted)
- Richard II (1997) jako Henry Percy
- Sanatorium poetów (Regeneration, 1997) jako Callan
- Kariera Jo Jo (Looking After Jo Jo, 1998) jako Basil
- W stronę Marrakeszu (Hideous Kinky, 1998) jako Henning
- Rozprawa (Dad Savage, 1998) jako H
- Sypialnie i przedsionki (Bedrooms and Hallways, 1998) jako Leo
- Zrozumieć Jane (Understanding Jane, 1998) jako Elliot
- Sweet Jane (1998) jako Elliot
- The Acid House (1998) jako Johnny
- Elfy kontra skrzaty (The Magical Legend of the Leprechauns, 1999) jako Jericho O’Grady
- Topsy-Turvy (1999) jako Durward Lely
- Anna Karenina (2000) jako hrabia Wroński
- North Square (2000) jako Billy Guthrie
- Przyjaciel Hitlera (Max, 2002) jako George Grosz
- Armia wilków (Dog Soldiers 2002) jako Lawrence Cooper
- Nicholas Nickleby (2002) jako John Browdie
- That Old One (2002) jako Tom Furness
- Słodka szesnastka (Sweet Sixteen, 2002) jako Frankie
- AfterLife (2003) jako Kenny Brogan
- Does God Play Football (2003) jako ksiądz
- 16 lat utopionych w alkoholu (Sixteen Years of Alcohol, 2003) jako Frankie
- The Key (2003) jako Duncan
- Gdy los się uśmiecha (One Last Chance, 2004) jako Seany
- Proch, zdrada i spisek (Gunpowder, Treason & Plot, 2004) jako Bothwell
- De-Lovely (2004) jako Bobby Reed
- Kodeks gangu (The Purifiers, 2004) jako Moses
- Królowa dziewica (The Virgin Queen, 2005) jako Thomas Howard (4. książę Norfolk)
- Rzym (Rome, 2005–2007) jako Lucjusz Vorenus
- Królestwo niebieskie (Kingdom of Heaven, 2005) jako angielski sierżant
- Hannibal. Po drugiej stronie maski (Hannibal Rising, 2007) jako Kolnas
- Journeyman – podróżnik w czasie (Journeyman, 2007) jako Dan Vasser
- Ostatni legion (The Last Legion, 2007) jako Wulfila
- Moja dziewczyna wychodzi za mąż (Made of Honor, 2008) jako Colin McMurray
- Chirurdzy (2008) jako mjr Owen Hunt
- Percy Jackson i bogowie olimpijscy: Złodziej pioruna (Percy Jackson & the Olympians: The Lightning Thief, 2010) jako Posejdon